# Бічуріно
Бічу́ріно (рос. Бичурино, чув. Шӗнерпуҫ) — село у складі Маріїнсько-Посадського району Чувашії, Росія. Адміністративний центр Бічурінського сільського поселення.
Населення — 471 особа (2010; 504 у 2002).
Національний склад:
- чуваші — 93 %